# Visciano
Visciano is een Italiaanse gemeente, onderdeel van de metropolitane stad Napels, wat voor 2015 nog de provincie Napels was (regio Campanië) en telt 4607 inwoners (31-12-2004). De oppervlakte bedraagt 10,9 km², de bevolkingsdichtheid is 424 inwoners per km².

## Geografie
Visciano grenst aan de volgende gemeenten: Avella (AV), Baiano (AV), Casamarciano, Liveri, Marzano di Nola (AV), Monteforte Irpino (AV), Mugnano del Cardinale (AV), Nola, Pago del Vallo di Lauro (AV), Sperone (AV), Taurano (AV).